# Piscinas
Piscinas – miejscowość i gmina we Włoszech, w regionie Sardynia, w prowincji Sud Sardynia.
Według danych na rok 2004 gminę zamieszkiwało 886 osób, 68,2 os./km². Graniczy z Giba, Masainas, Santadi, Teulada, Tratalias i Villaperuccio.